# Lise Madsen, Moses og de andre
Lise Madsen, Moses og de andre is een studioalbum van Ole Paus en Ketil Bjørnstad. Het was het eerste album waarop de folkzanger Paus samenwerkte met jazzpianist Bjørnstad. Opnamen vonden plaats in de geluidsstudio van Arne Bendiksen. Het album verscheen op het platenlabel van Ole Paus Zarepta genaamd, later gedistribueerd door Philips Records.

## Musici
- Ole Paus – zang (behalve 5, 8)
- Ketil Bjørnstad – piano, elektrische piano (behalve 12, 13, 14)
- Rune Gustafsson – (elektrische) gitaar (1, 2, 3, 4, 5, 7, 9, 10, 11, 14, 15, 21, 22)
- Knut Riisnaes – sopraansaxofoon (1, 2, 4, 9, 13, 17), tenorsaxofoon (14) dwarsfluit (15)
- Arild Andersen – basgitaar (1, 2, 3, 4, 5, 7, 8, 9, 10, 11, 12, 13, 14, 15, 17, 19,  21, 22, 23, 24)
- Pål Thowsen – drumstel (1, 2, 3, 4, 5, 7, 9, 10, 11, 15, 21, 22, 23)
- Radka Toneff – zang (1, 3)
- strijkers: Odd Wentzel Larsen, Norman Beijer, Anne Lis Amdahl, Maria Strøm (1, 2, 4, 17, 19, 21, 22)
- Sigmund Groven -  mondharmonica (6, 10)
- Esper Rud – drumstel (8, 12, 13, 14, 17, 24)

## Muziek
| Nr. | Titel                                         | Duur |
| --- | --------------------------------------------- | ---- |
| 1.  | Overture (Bjørnstad, Paus)                    | 3:26 |
| 2.  | Lise Madsen (Bjørnstad, Paus)                 | 2:28 |
| 3.  | Dildo nr. 3 (Bjørnstad, Paus)                 | 2:32 |
| 4.  | Himmelen vet hva hun het (Bjørnstad, Paus)    | 2:30 |
| 5.  | Piken og do-do fugeln (Bjørnstad, Paus)       | 6:18 |
| 6.  | Klesvask (Bjørnstad, Paus)                    | 1:45 |
| 7.  | Anna hus – en bygdevise (Bjørnstad, Paus)     | 3:27 |
| 8.  | Kvernskjær (Bjørnstad)                        | 3:53 |
| 9.  | Fanden i tårnet (Bjørnstad, Paus)             | 3:12 |
| 10. | Stauder (Paus)                                | 2:05 |
| 11. | Borgere og naditter (Bjørnstad)               | 3:50 |
| 12. | Smygeren (Paus)                               | 2:42 |
| 13. | Skjulestedet (Bjørnstad)                      | 5:54 |
| 14. | Liljen og grisen, eller: spurde du meg (Paus) | 2:04 |
| 15. | Adam og Eva (Paus)                            | 2:32 |
| 16. | Vrakgods (Bjørnstad, Paus)                    | 2:40 |
| 17. | Aron (Bjørnstad, Paus)                        | 2:49 |
| 18. | Musling (Bjørnstad)                           | 2:30 |
| 19. | Farvel, roar vik (Bjørnstad, Paus)            | 3:38 |
| 20. | Signelill (Bjørnstad, Paus)                   | 1:55 |
| 21. | Hitleryngel (Paus)                            | 2:29 |
| 22. | Godtfolk (Bjørnstad, Paus)                    | 4:30 |
| 23. | Veisangen (Bjørnstad)                         | 4:11 |
| 24. | Til slutt (Bjørnstad, Paus)                   | 2:40 |